# Alchisme rubrocostata
Alchisme rubrocostata är en insektsart som beskrevs av Maximilian Spinola. Alchisme rubrocostata ingår i släktet Alchisme och familjen hornstritar. Inga underarter finns listade i Catalogue of Life.